# Paradiso - Canto ventiduesimo

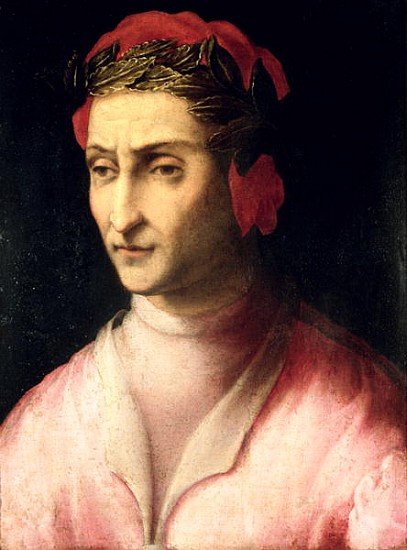
Ritratto di Dante Alighieri

Il canto ventiduesimo del Paradiso di Dante Alighieri si svolge nel cielo di Saturno e nel cielo delle Stelle fisse, ove risiedono rispettivamente gli spiriti contemplativi e gli spiriti trionfanti; siamo nel pomeriggio del 14 aprile 1300, o secondo altri commentatori del 31 marzo 1300.

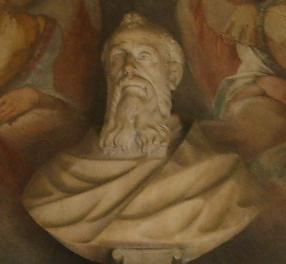
Busto di Pier Damiani

## Incipit
(Anonimo commentatore dantesco del XIV secolo)

## Temi e contenuti

### Il grido delle anime - versi 1-24
Come Dante ha narrato nel canto precedente, i beati accompagnano con un grido l'invettiva di Pier Damiani contro la Chiesa; Dante prova timore e si rivolge per conforto a Beatrice, che gli ricorda che in Paradiso non può esserci nulla che non provenga dal bene. Se avesse inteso le parole, Dante avrebbe capito che in esse era contenuta la profezia della giusta punizione che cadrà, prima che egli muoia, sulla Chiesa peccatrice. 

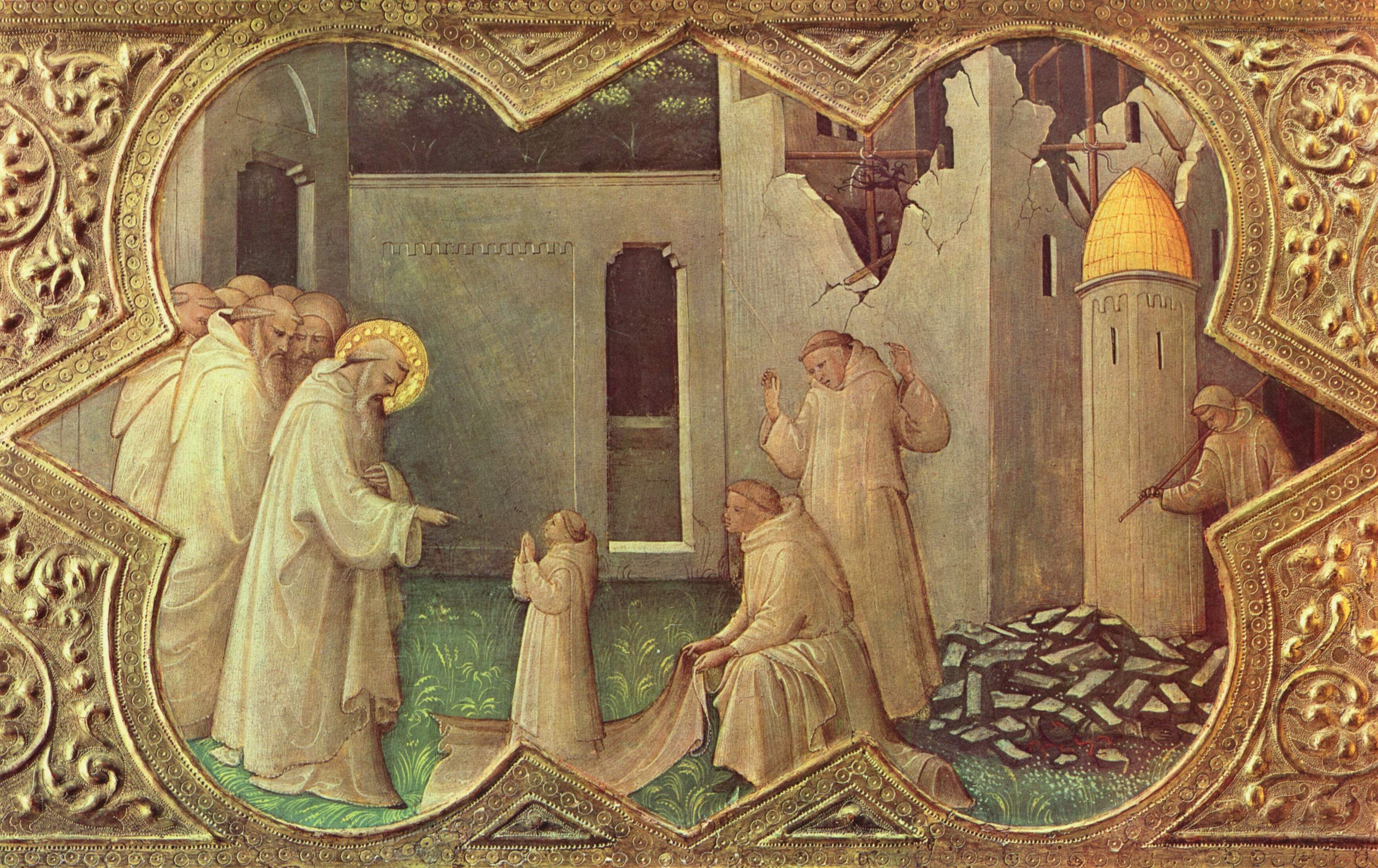
Lorenzo Monaco, San Benedetto resuscita un confratello, Firenze, Galleria degli Uffizi

### San Benedetto - vv. 25-72
Invitato da Beatrice a vedere "assai illustri spiriti", Dante vede numerosissime anime, come sfere di luce che si illuminano a vicenda. Rispondendo alla sua tacita richiesta, la più grande e splendente si avvicina, affermando che Dante, se vedesse quanto amore arde nelle anime, avrebbe senza esitazione manifestato il suo pensiero; tuttavia lo spirito risponderà senza che la domanda sia stata espressa. Il monte sopra Cassino fu in passato abitato da pagani; chi parla è colui che per primo vi portò il nome e l'insegnamento di Cristo, e per grazia di Dio riuscì a convertire gli abitanti delle zone circostanti. Tutte le anime intorno furono "contemplanti uomini" accesi d'amore verso Dio. Tra loro vi sono Maccario, Romoaldo e i confratelli benedettini.
Dante manifesta gratitudine e rivolge all'anima la richiesta di poterla vedere senza la luce che tutta la nasconde. Questa richiesta, risponde l'anima, sarà appagata nell'Empireo, ove ogni desiderio trova perfetto compimento. Fin lassù sale la scala che Dante vede in questo cielo, come la vide il patriarca Giacobbe. 

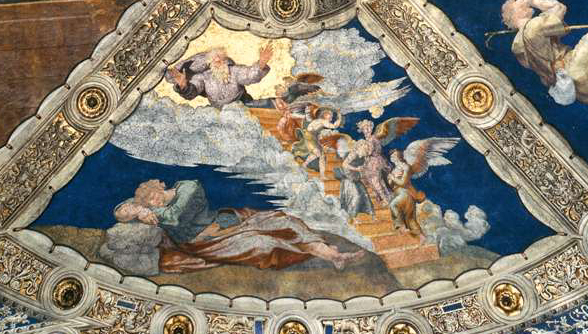
Raffaello Sanzio, La scala di Giacobbe, affresco nella volta della Stanza di Eliodoro, Musei vaticani

### Decadenza dell'ordine benedettino - vv. 73-96
Ma nel presente nessuno sale quella scala, ovvero nessuno si dedica alla contemplazione, e la regola benedettina è rimasta solo per consumare la carta. Le abbazie sono divenute "spelonche" di ladri, e le "cocolle", ossia le vesti dei monaci sono come sacchi pieni di farina andata a male. Non c'è usura grave che offenda la volontà di Dio quanto la cupidigia dei monaci, dato che i beni custoditi dalla Chiesa sono proprietà dei poveri, non dei parenti dei monaci (o peggio). La natura debole degli uomini fa sì che a buoni inizi non segua l'adeguata maturazione. Benedetto ricorda che San Pietro cominciò l'apostolato senza oro né argento, lui stesso con preghiere e digiuni, Francesco con l'umiltà; ma confrontando gli inizi con la situazione attuale, Dante potrà vedere che si è passati dal bianco al nero. Il castigo divino per questa degenerazione sarà tuttavia meno strabiliante degli interventi che volsero a ritroso il corso del Giordano (per far passare Giosuè) o aprirono le acque del Mar Rosso dinanzi a Mosè e agli Ebrei in fuga dall'Egitto.

### Salita al cielo delle stelle fisse - vv. 97-111
L'anima di San Benedetto si riunisce al suo gruppo, che poi come un veloce turbine sale roteando verso l'alto. Il cenno di Beatrice sospinge Dante su per la scala con moto soprannaturale. Dante-poeta si rivolge al lettore esprimendo insieme l'augurio a se stesso di poter ritornare dopo la morte al Paradiso e l'affermazione di aver visto in un lampo il segno dei Gemelli e di esservi entrato.

### Invocazione ai Gemelli - vv. 112-123
Il poeta si rivolge quindi alle "gloriose stelle", ricche di influssi benefici, a cui fa risalire tutto il suo ingegno, ricordando che egli nacque quando il Sole era in tale costellazione, e che ebbe la grazia di entrare nel cielo delle stelle fisse proprio in tale segno. Ora, mentre si accinge a descrivere la zona più alta del Paradiso, invoca la protezione dei Gemelli perché lo sostengano nel "passo forte".

### Lo sguardo di Dante sull'universo - vv.124-154
Beatrice invita Dante a guardare in giù per vedere quanta parte dell'universo ha attraversato, per rivolgersi poi col cuore esultante verso la schiera di anime di questo cielo.

Dante percorre con lo sguardo le sette sfere celesti, fino a vedere la Terra, di aspetto tanto meschino da far sorridere e da far giudicare veramente saggio chi disprezza le cose terrene. Vede poi la Luna, illuminata uniformemente, senza le macchie (la cui natura era stata spiegata da Beatrice nel secondo canto); quindi il Sole, Mercurio, Venere nelle loro orbite circolari, poi vede Giove, in mezzo tra Marte e Saturno, e ne comprende i moti retrogradi. Infine, mentre egli insieme alla costellazione dei Gemelli ruota intorno ad essa, gli appare completamente la Terra, la piccola zona ("aiuola") per la quale tante avide crudeltà si scatenano. Infine Dante rivolge lo sguardo nuovamente a Beatrice.

## Analisi
Il canto si apre in piena continuità col canto precedente e propone la spiegazione del grido udito con turbamento da Dante (XXI, 139-142) Alla spiegazione si accompagna la profezia, piuttosto vaga, di un'imminente "vendetta" ovvero di una punizione che riporti la Chiesa alla retta via.

Si appressa quindi un'anima, che, come altre volte è accaduto, ha compreso che Dante desidera sapere chi sia, dato il maggior splendore di essa rispetto alle altre. Non pronuncia il suo nome, ma i tratti della breve autobiografia rendono ben riconoscibile la figura di Benedetto da Norcia, padre del monachesimo in Occidente. Dante utilizza come fonte la biografia di San Benedetto scritta da Gregorio Magno, e la orienta rapidamente verso la polemica, già risuonata per esempio nelle voci di San Tommaso e San Bonaventura, contro la decadenza degli ordini religiosi: anche i benedettini sono ormai attratti solo dai beni materiali, dice il fondatore della Regola, che esprime dure parole di condanna nel descrivere - in un registro volutamente basso - il comportamento attuale dei suoi monaci. Egli richiama l'esempio di povertà dato da san Pietro, da lui stesso e da San Francesco: esempio ora ignorato completamente dagli uomini di chiesa; questa situazione richiede un intervento divino che sembrerà certo meno sorprendente di quelli famosi narrati nella Bibbia.

Dopo l'ampio discorso di San Benedetto, riprende la narrazione con la salita di Dante, velocissima e prodigiosa, al cielo delle stelle fisse. Qui Dante-poeta interviene con una apostrofe al lettore, accompagnata, in funzione asseverativa, dall'auspicio per sé di potere ritornare in Paradiso dopo la morte. Il poeta quindi si rivolge alla costellazione dei Gemelli, sotto la quale egli nacque, ed al cui influsso attribuisce, secondo la scienza medievale, il dono del suo ingegno, perché lo aiuti nell'ultima e più ardua parte della sua opera poetica.

Sollecitato quindi da Beatrice, Dante-pellegrino rivolge lo sguardo all'ingiù, ripercorrendo i sette cieli che ha attraversato (enumerati con perifrasi mitologiche), fino a vedere, al loro centro, la Terra: piccolo spazio ("aiuola" dal latino "areola" ovvero piccola aia) oggetto di tanto grande ferocia degli uomini. Da questa veloce ma completa ed amara contemplazione della Terra, Dante ritorna agli "occhi belli" di Beatrice.